# La Godefroy
La Godefroy és un municipi francès situat al departament de la Manche i a la regió de Normandia. L'any 2007 tenia 214 habitants.

## Demografia

### Població
El 2007 la població de fet de La Godefroy era de 214 persones. Hi havia 82 famílies de les quals 16 eren unipersonals (4 homes vivint sols i 12 dones vivint soles), 23 parelles sense fills, 39 parelles amb fills i 4 famílies monoparentals amb fills.
La població ha evolucionat segons el següent gràfic:
Habitants censats

### Habitatges
El 2007 hi havia 89 habitatges, 82 eren l'habitatge principal de la família, 3 eren segones residències i 4 estaven desocupats. Tots els 89 habitatges eren cases. Dels 82 habitatges principals, 69 estaven ocupats pels seus propietaris, 13 estaven llogats i ocupats pels llogaters i 1 estava cedit a títol gratuït; 2 tenien una cambra, 4 en tenien dues, 9 en tenien tres, 16 en tenien quatre i 51 en tenien cinc o més. 61 habitatges disposaven pel capbaix d'una plaça de pàrquing. A 25 habitatges hi havia un automòbil i a 51 n'hi havia dos o més.

### Piràmide de població
La piràmide de població per edats i sexe el 2009 era:
| Homes | Edats   | Dones |
| ----- | ------- | ----- |
| 0     | 95 o +  | 0     |
| 0     | 90 a 94 | 0     |
| 0     | 85 a 89 | 0     |
| 0     | 80 a 84 | 0     |
| 4     | 75 a 79 | 4     |
| 4     | 70 a 74 | 8     |
| 4     | 65 a 69 | 0     |
| 4     | 60 a 64 | 4     |
| 4     | 55 a 59 | 4     |
| 4     | 50 a 54 | 4     |
| 12    | 45 a 49 | 4     |
| 12    | 40 a 44 | 12    |
| 0     | 35 a 39 | 8     |
| 4     | 30 a 34 | 0     |
| 0     | 25 a 29 | 4     |
| 0     | 20 a 24 | 0     |
| 12    | 15 a 19 | 16    |
| 0     | 10 a 14 | 4     |
| 0     | 5 a 9   | 8     |
| 4     | 0 a 4   | 4     |

## Economia
El 2007 la població en edat de treballar era de 136 persones, 107 eren actives i 29 eren inactives. De les 107 persones actives 103 estaven ocupades (55 homes i 48 dones) i 4 estaven aturades (4 dones i 4 dones). De les 29 persones inactives 14 estaven jubilades, 10 estaven estudiant i 5 estaven classificades com a «altres inactius».

### Ingressos
El 2009 a La Godefroy hi havia 86 unitats fiscals que integraven 230 persones, la mediana anual d'ingressos fiscals per persona era de 16.758,5 €.

### Activitats econòmiques
Dels 2 establiments que hi havia el 2007, 1 era d'una empresa de construcció i 1 d'una empresa de serveis.
L'únic servei als particulars que hi havia el 2009 era un paleta.
L'any 2000 a La Godefroy hi havia 19 explotacions agrícoles que ocupaven un total de 156 hectàrees.

## Poblacions més properes
El següent diagrama mostra les poblacions més properes.